# 新民族主义
新民族主义（英文：或）是一种发端于传统民族主义的意识形态。这一意识形态成熟于1980年代晚期第二波全球化浪潮之时，以其面对全球化下政治、经济、社会文化各方面变化的保守态度著称。极端情形下，新民族主义可能与不同地区风行的政治立场相联系，如右翼民粹主义、反全球化、 本土主义、保护主义、反移民主义、反对伊斯兰教和穆斯林（只限西方國家或非伊斯蘭國家）、反共和欧洲怀疑主义等。据一位学者，“全球自由主义的民族主义阻力竟然是在西方政治中最有影响力的”。
2010年代中期以来，新民族主义思潮在欧洲和北美崛起，在其他地区也不同程度发展。2016年公投导致的英国脱欧，以及唐纳德·特朗普在2016年大选获胜成为美国第45届总统，这些都被视为新民族主义思潮集中表达的结果。

## 概览及特征
Michael Hirsh 在其刊载于《Politico》的文章中写道，新民族主义是“ 民粹主义对冷战结束以来全球化精英对国际体系作用的现状的激烈拒绝；低收入的选民坚决认为——这可以理解——（这一现状）是不公平的。” Michael Brendan Dougherty在《The Week》的文章写道：新民族主义是对冷战后政治的“广泛、本土的反抗”，这种冷战后政治长期以来“表现为维护自由贸易的正统性，同时发展出服务业经济、新自由主义贸易安排和自由的移民政策”。
《经济学人》在2016年11月中这样论述，“新民族主义者气势高涨；他们承诺关闭边界，使社会恢复过去的同质性。”克拉伦斯·佩奇在《拉斯维加斯太阳报》写道：“自2008年全球经济危机以来，新的部落民族主义已在欧洲政治中酝酿起来，在美国的程度尚较低”。瑞恩·库珀在《The Week》的文章和经济政策研究中心的研究人员都将21世纪的右翼民粹主义与经济大衰退联系在一起。哈佛的政治理论家Yascha Mounk认为，“中低阶层白人经济的停滞（已经）成为全球民族主义崛起的主要动力。” 根据宗教学者Mark L. Movesian的说法，新民族主义“将民族国家置于欧盟或北美自由贸易协定之类超国家的自由政体的反面，也将本土的习俗和传统（包括宗教传统）置于异域、外来事物大潮的反面。” 
David Brog和Yoram Hazony在《国家评论》中写道，一些保守派认为与英国脱欧和唐纳德特朗普相关的新民族主义是对保守主义意识形态的背叛，同时他们将其视为“回归”。根据保守派评论员乔纳·戈德堡（Jonah Goldberg）的说法，与特朗普有关的民族主义“实际上只不过是一般白人身份政治的品牌名称”。
Damon Linker 在为《The Week》所写的文章中将新民族主义称作种族主义的“胡说八道”，并继续说“进步人士将其描述为'种族主义，仇视伊斯兰恐惧症和仇外心理'的倾向 - 是非法化的愿望任何特殊的依恋或团结形式，无论是民族，语言，宗教，领土还是种族。“ 
关于新民族主义，《经济学人》描述道：“特朗普需要意识到他政策执行的背景是其他国家的嫉妒的民族主义，”，并称民族主义本身是一个“易于操纵”的“靠不住的理念”。他们还反复对比族群民族主义和公民民族主义，并以中国的民族主义为例，暗示新民族主义可能变得“愤怒”而难以控制。
新民族主义与民粹主义的兴起密切相关。
Yascha Mounk和Jordan Kyle在1990年至2018年间在33个国家执政的46名民粹主义领导人或政党的研究发现：
- 民粹主义政府设法比非民粹主义政府更长时间地执政：平均为6年半而不是3年；
- 只有极少数“民粹主义政府通过有关国家的普通程序而离开权力，而不是弹劾或被迫辞职；
- 一半的民粹主义政府改变了国家的宪法，使他们更容易掌权，例如取消政府首脑的任期限制；
- 民粹主义政府应对“民主倒退”负责，包括新闻自由减少7％，公民自由保护减少8％，政治权利减少12％；
- 自1990年以来当选的13个右翼民粹主义政府中有5个实现了这种倒退，而15个左翼民粹主义政府中有5个确实这样做，实际上反驳了右翼民粹主义政府的答案是左翼民粹主义政府的理论。
- 自1990年以来上台的17个民粹主义政府中，不容易被称为右翼或左翼，5个带来了民主的倒退，这表明民粹主义本身，而不是与其相关的意识形态，是观察到的影响的原因。
- 尽管40％的民粹主义政府负责人阻挠调查，但他们仍因腐败被起诉；
- 平均而言，民粹主义政府使其国家在透明国际 腐败感知指数中下降了五位。

该研究中的许多国家最近都从专制政体转变为民主，因此研究结果可能不一定适用于具有悠久民主政府历史的美国等国家。

## 相关的政客，政党和活动

### 巴西

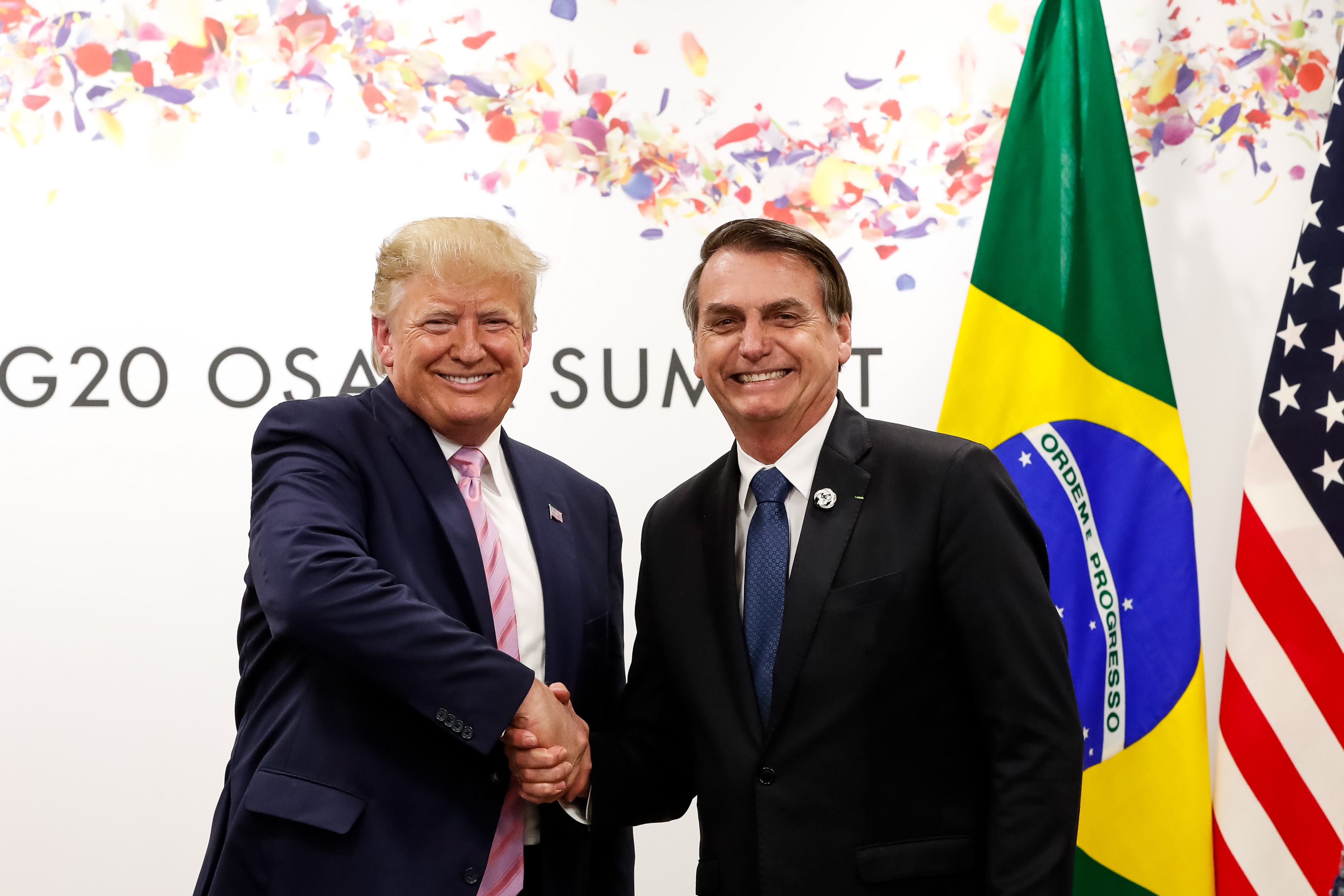
美国总统特朗普和巴西总统博尔索纳罗

巴西总统、社会自由党人雅伊爾·博索納羅，别称“热带特朗普”，被视为一位新民族主义的带头人。

### 中国
中共中央总书记习近平执政后提出的“中国梦”概念被描述为新民族主义的表现。与反对儒家学说的建国领导人毛泽东相反，习近平的民族主义强调中国悠久的文明与历史，其将大批新疆穆斯林关入“再教育营”的做法受到全球公民大肆抨擊。

#### 香港
由香港地方主义运动演变而来的香港民族主义强调其独特的、与北京政府宣传的中国民族认同相异的香港自我认同，同时反对北京对香港政治、经济和社会自治不断加强的侵犯。其地方主义修辞往往与民族自决权以及针对大陆移民和游客的反移民立场相结合，并体现与西方新民族主义相类的地方特征和文化。

### 埃及
埃及总统阿卜杜勒-法塔赫·塞西于2014年上任，他被描述为新民族主义者。

### 匈牙利
匈牙利总理、执政党青年民主主义者联盟的党首欧尔班·维克托被描述为新民族主义者。

### 印度

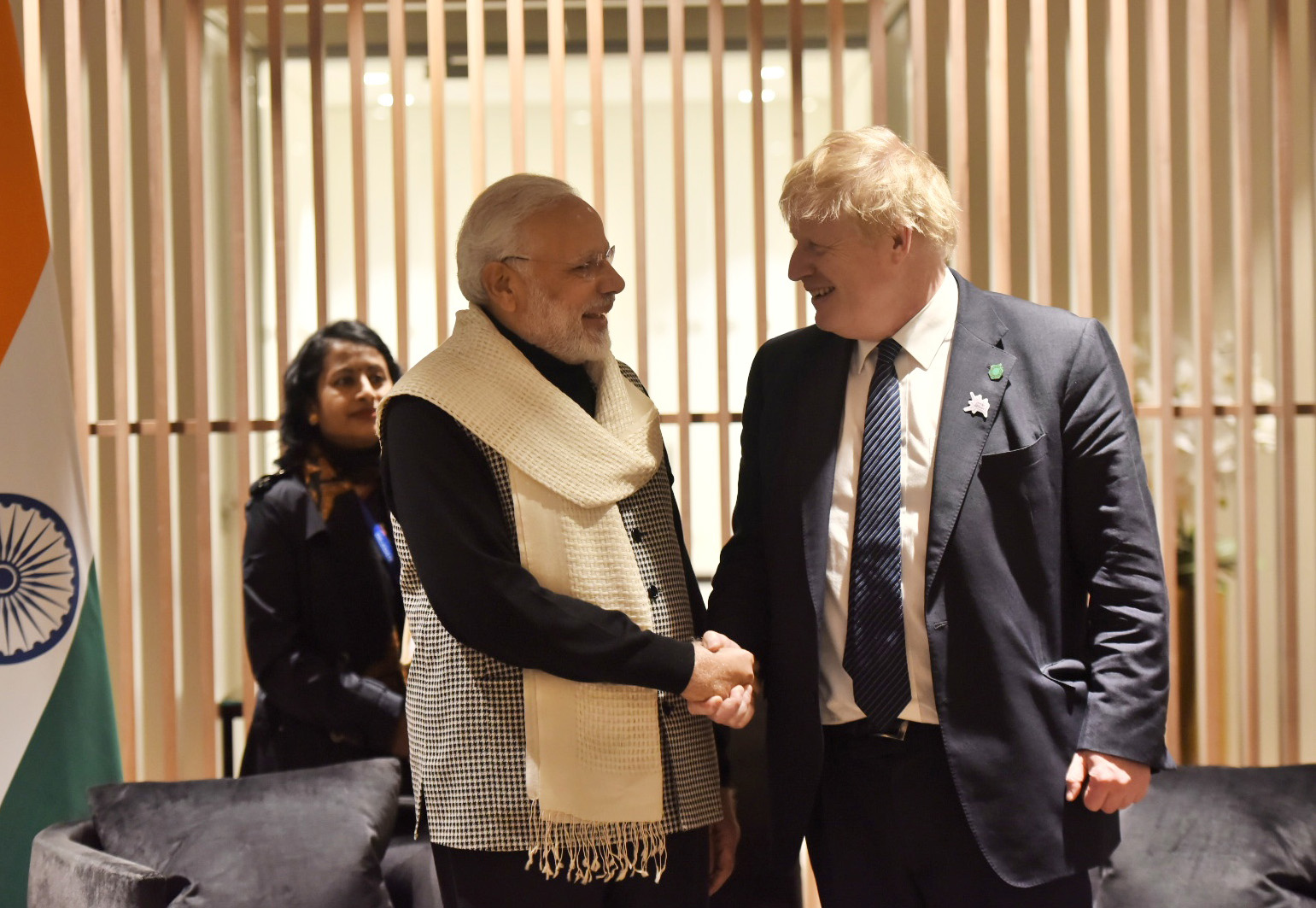
莫迪与英国首相约翰逊

印度总理纳伦德拉·莫迪（2014年上任）和他的印度人民党（BJP）被称为新的民族主义者。莫迪是国民志愿服务团（RSS）的成员，这是一个与BJP结盟的右翼准军事组织，也被认为提倡新民族主义意识形态。
印度北方邦首席部长Yogi Adityanath（2017年上任）也被视为新民族主义者。舆论认为他是该国未来总理的有力竞争者。

### 意大利
意大利总理、民粹主义政治联盟“变革政府（意大利语：governo del cambiamento）”的领袖朱塞佩·康特（2018年上任），以及前任副总理兼内政部长、北方联盟领导人马泰奥·萨尔维尼，均被描述为新民族主义者。在任期间，萨尔维尼被一些媒体称为该国最有权势的政治家，是“事实上的总理”。
喬治亞·梅洛尼是意大利兄弟党的领袖，也被描述为一个新民族主义者。其政党采取个案式地支持政府的立场。

### 日本
第63届内阁总理大臣安倍晋三（2012年任职）是右翼组织“日本会议”的成员，他提倡新民族主义思想，他领导的日本自民党也是如此。

### 墨西哥
墨西哥总统洛佩斯·奥夫拉多尔（2018年上任）被称为新民族主义者，经常被媒体称为“墨西哥特朗普”。

### 菲律宾
菲律宾总统罗德里戈·杜特尔特（2016年上任）被描述为新民族主义者。

### 波兰

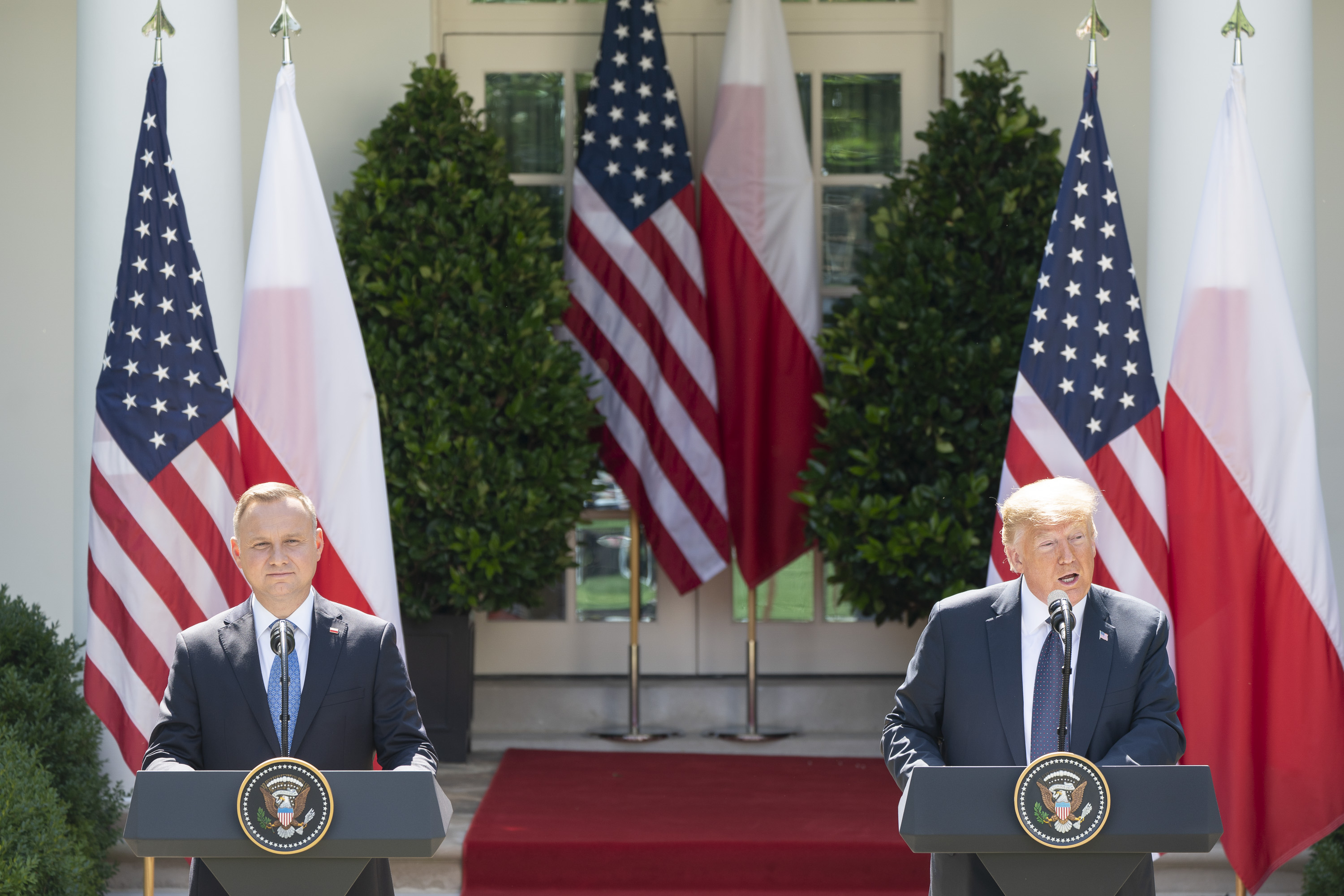
波兰总统杜达与特朗普

波兰第六任现任总统安杰伊·杜达（2015年8月上任）经常被认为是波兰新民族主义运动的领军人物。此外由雅罗斯瓦夫·卡钦斯基领导的法律与公正党在2015年全国大选中宣扬民族主义观点而赢得了前所未有的绝对多数。尽管没有担任政府职务，但卡钦斯基被描述为对波兰所有重大政治问题进行“最后决定”的人物。

### 俄罗斯
俄罗斯总统弗拉基米尔·普京（2000年至2008年担任俄罗斯第二任总统，2012年担任俄罗斯第四任总统）被称为新民族主义者。Michael Hirsh将普京描述为“这种新的、全球性的民族主义的预兆”。2008年至2013年，英国《金融时报》莫斯科分社社长查尔斯·克罗弗（Charles Clover）在2016年写了一本名为《黑风，白雪：俄罗斯新民族主义的崛起》的书。
俄罗斯被指控支持欧洲和美国的新民族主义运动。

### 沙特阿拉伯
沙特阿拉伯王储穆罕默德·本·萨勒曼（2017年上任）被阿拉伯海湾国家研究所的克里斯汀·迪万视作“强势的新民族主义者”。“新沙特民族主义”被用来加强对王国经济和外交政策的支持，并代表了一种从王国早先对宗教的合法性依赖的转变。该国2017年以来的许多外交政策行动，例如对卡塔尔的封锁以及与加拿大的外交争端，都被这种民族主义所激发。穆罕默德·本·萨勒曼（Mohammad bin Salman）政府的政策深受其顾问沙特·卡塔尼（Saud al-Qahtani）的影响，后者被描述为“民族主义理论家”，其角色常被与史蒂夫·班农相比较。

### 土耳其
2014年，正义与发展党（AKP）推动了一个新的“土耳其新生主义品牌”，该党的领导人是雷杰普·塔伊普·埃尔多安总统（2014年上任）。土耳其“新民族主义”用“自信的穆斯林”身份取代传统形式的土耳其民族主义的世俗性。
民族主义运动党（MHP）的领导人DevletBahçeli被描述为在2018年与埃尔多安的AKP组成人民联盟，创造了一个“新的民族主义阵线”。MHP隶属于灰狼的准军事组织，埃尔多安也表示支持。

### 阿联酋
在阿布扎比王储穆罕默德·本·扎耶德·阿勒納哈揚（2004年上任）的领导下，阿拉伯联合酋长国被描述为宣传“新的阿拉伯民族主义 ”，用阿拉伯民族主义意识形态取代旧的左派形式。更加保守的形式，通过其对埃及和沙特阿拉伯各自新领导人阿卜杜勒·法塔赫·塞西和王子穆罕默德·本·萨勒曼的崛起的强烈支持，作为对抗伊朗和土耳其在阿拉伯国家的影响力的手段。

### 英国
在2016年6月23日的公民投票在英国脱欧（“Brexit”）已经被描述为新的民族主义的一个里程碑。欧文马修斯注意到支持英国退欧运动和特朗普的动机相似之处。他在“新闻周刊”上写道，两者的支持者都受到“渴望控制移民，扭转全球化，通过脱离广阔的威胁世界而恢复国家伟大”的动机。
马特奥布莱恩写道，英国脱欧是“席卷西方世界的新民族主义最令人震惊的成功”。所述Brexit运动的领袖，如奈杰尔·法拉奇，该欧洲怀疑论者的领导者英国独立党 ; 前伦敦市长和英国首相鲍里斯·约翰逊；投票离开共同召集人Michael Gove；前英国脱欧大臣戴维斯和欧洲的研究小组主席雅各布·里斯-莫格，被称为“新国家主义”。

### 美国
唐纳德·特朗普崛起为共和党总统候选人，被广泛描述为美国新民族主义日益增长的标志。芝加哥太阳报在编辑称唐纳德·特朗普的就职典礼称他为“我们的新民族主义的总统”。作为白宫前首席战略家，布莱巴特新闻网的执行官史蒂夫·班农的任命被一位分析师描述为“新世界秩序”的唤醒在爱国主义和强烈要求照顾自己的冲动的推动下，这种新民族主义无休止地玷污了穆斯林，并努力扭转自由贸易和全球化的步伐，这个世界的军事力量远远超过外交和妥协“。
在特朗普当选之后，美国参议员马可·卢比奥呼吁采取“新民族主义”来反对“以金融市场盲目信仰取代对工作尊严的承诺的经济精英主义”，并将美国视为经济体而非一个国家。

### 其他国家

#### 政客
以下政客在某种程度上被描述为新的民族主义者：

##### 非洲
- Hamz Chabat，菲斯前市长（2003-2015）和摩洛哥Istiqlal党领袖Uhuru Kenyatta，
- 肯尼亚总统（2013年上任）和肯尼亚禧年党领袖Mmusi Maimane，
- 反对党领袖（南非）和民主联盟党领袖赫尔曼·马沙巴，
- 约翰内斯堡市长（2016年上任）和民主联盟成员

##### 美洲
- 巴拉圭总统马里奥·阿卜多·贝尼特斯（2018-）和科罗拉多党候选人[76]
- FabricioAlvaradoMuñoz，2018年总统选举中哥斯达黎加国家恢复党的候选人[77]
- Maxime Bernier，国会议员和加拿大人民党领袖（2018-）[78]
- Horacio Cartes，巴拉圭前总统（2013-2018）和科罗拉多党候选人[79]
- IvánDuqueMárquez，哥伦比亚总统（2018年上任）和民主中心候选人[80]
- 安大略省长道格·福特（2018年任职）和安大略省进步保守党领袖[81]
- Fuerza Popular的领导人藤森惠子，是2011年大选的总统候选人
- 胡安·奥兰多·埃尔南德斯，洪都拉斯总统（2014年上任）和洪都拉斯国家党候选人[82]
- 安德烈斯·查德威克，智利内政部长（2012- 2014年; 2018-）和成员独立民主联盟[83]
- 何塞·安东尼奥·卡斯特的成员智利众议院（二零零二年至2018年），在独立总统候选人2017年总统选举的领导和共和党的行动[84]
- FrançoisLegault，魁北克省长（2018年上任）和加拿大联盟领导人魁北克省[85]
- Kellie Leitch，MP和2017年加拿大保守党领导候选人[86]
- 吉米·莫拉莱斯，危地马拉总统（2016年上任）和国家趋同阵线候选人[87]
- Kevin O'Leary，加拿大保守党领导人， 2017年候选人[86]

##### 亚太地区
- Tony Abbott，澳大利亚前总理（2013-2015），澳大利亚自由党前领导人[88]
- 蒙古总统Khaltmaagiin Battulga（2017年上任）和蒙古民主党候选人[89]
- 巴育·占奥差，泰国总理（上任于2014年）和的总理候选人
- Phalang Pracharat党在2019大选[90]
- 澳大利亚内政部长Peter Dutton（2017年上任）和澳大利亚自由党成员[91]
- 朴槿惠，韩国前总统（2013-2017）和Saenuri党前领导人[92]
- 韩国最高领导人金正恩（2011年上任）和韩国工人党领袖[93]
- 巴基斯坦总理伊姆兰汗（2018年上任）和巴基斯坦Tehreek-e-Insaf领导人[94]
- 温斯顿彼得斯，新西兰副总理（2017年上任）和新西兰第一[95]领导人
- 纳吉，前马来西亚总理（2009-2018）和前领导国阵和巫统[96]
- 柬埔寨总理洪森（1998年上任）和柬埔寨人民党领袖[97]
- Prabowo Subianto，大印尼运动党领袖和2019年总统大选候选人[98]
- Abdulla Yameen，马尔代夫前总统（2013-2018）和马尔代夫进步党领袖[99]

##### 欧洲
- Santiago Abascal，巴斯克议会议员（2004-2009）和VOX领导人（2014-）[100]
- 捷克共和国总理Andrej Babis（2017年上任）和ANO 2011的领导人[101]
- Boyko Borisov，保加利亚总理（2009年上任）和GERB领导人[102]
- 罗伯特·菲科，斯洛伐克前总理（2012-2018）和方向社会民主党领袖[48]
- 克罗地亚总统Kolinda Grabar-Kitarović（2015年上任）[103]
- Nikola Gruevski，马其顿前总理（2006-2016）和VMRO-DPMNE前领导人[104]
- 诺伯特·霍弗，交通运输，奥地利的创新和科技部长（假定在2017年办公室），并从候选奥地利自由党在2016年总统选举中，他失去了46.2％至53.8％[3]
- JanezJanša，斯洛文尼亚前总理（2012-2013）和斯洛文尼亚民主党领袖[105]
- Panos Kammenos，希腊前国防部长（2015-2019）和独立希腊人领袖[106]
- Krasimir Karakachanov，保加利亚国防部长（2017年上任）和IMRO领导人- 保加利亚民族运动[107]
- 奥地利总理塞巴斯蒂安·库尔兹（2017年上任）和奥地利人民党领袖[108]
- 马琳·勒庞，前法国国民阵线领导人和2017年总统大选候选人[109] [9]
- Tomio Okamura，捷克自由与直接民主的领导人[110]
- Victor Ponta，罗马尼亚前总理（2012-2015），前社会民主党领袖[111]
- 丹麦移民，融合和住房部长IngerStøjberg（2015年上任）[112]
- Heinz-Christian Strache，奥地利副总理（2017年上任）和奥地利自由党领袖[113]
- 塞尔维亚总统亚历山大·武契奇（2017年上任）和塞尔维亚进步党领袖[114]
- 荷兰自由党领袖吉尔特·威尔德斯[109]
- 米洛什泽曼，捷克共和国总统（2013年上任）[48]

##### 中东
- 以色列总理本杰明·内塔尼亚胡（2009年上任）和利库德集团领导人[115]
- 穆克塔达·萨德尔，伊拉克萨德里克运动领袖[116]

#### 政党
以下各方都以某种方式被描述为新的民族主义政党：

##### 亚太地区
一个国家，在澳大利亚参议院拥有权力平衡（自2016年起）[117] 

##### 欧洲
- 德国另类选择党
- 在丹麦人民党，这为议会支持在丹麦执政联盟（自2015年）[119]
- 在芬兰人党的前成员在芬兰执政联盟（从2015年到2017年党的分裂）[120]
- 荷兰民主论坛[121] 的国家同盟，
- 在拉脱维亚联合政府（自2016）[122]
- 在斯洛伐克民族党
- 在斯洛伐克联合政府（自2016）[48]
- 在瑞典同盟[123]
- 在瑞士人民党的成员
- 在瑞士联合政府（2003年起）[124] 的美国爱国者，所述的构件
- 保加利亚的联合政府（自2014）[125]
- 佛兰芒Vlaams Belang [119]

## 另请参阅
- 保守的波浪
- 极右政治
- 全球化
- 不自由的民主
- 国家保守主义
- 民粹主义
- 右翼民粹主义
- 传统的保守主义
- 极端民族主义